# Indian Wells Open 2006
L'Indian Wells Open 2006 (conosciuto anche come Pacific Life Open per motivi di sponsorizzazione)
è stato un torneo di tennis giocato sul cemento.
È stata la 33ª edizione dell'Indian Wells Open e faceva parte della categoria ATP Masters Series nell'ambito dell'ATP Tour 2006, e della Tier I nell'ambito del WTA Tour 2006.
Sia il torneo maschile che quello femminile si sono giocati all'Indian Wells Tennis Garden di Indian Wells in California, dal 6 al 19 marzo 2006.
Roger Federer ha vinto il suo 3º titolo consecutivo a Indian Wells, impresa mai riuscita a nessuno.

## Campioni

### Singolare maschile
Roger Federer ha battuto in finale  James Blake con il punteggio di 7–5, 6–3, 6–0.

### Singolare femminile
Marija Šarapova ha battuto in finale  Elena Dement'eva con il punteggio di 6–1, 6–2.

### Doppio maschile
Mark Knowles /  Daniel Nestor hanno battuto in finale  Bob Bryan /  Mike Bryan con il punteggio di 6–4, 6–4.

### Doppio femminile
Lisa Raymond /  Samantha Stosur hanno battuto in finale  Virginia Ruano Pascual /  Meghann Shaughnessy con il punteggio di 6–2, 7–5.